# Super Bowl XL
Super Bowl XL var en match i amerikansk fotboll mellan mästarna för National Football Conference (NFC), Seattle Seahawks och mästarna för American Football Conference (AFC), Pittsburgh Steelers för att avgöra vilket lag som skulle bli mästare för säsongen 2005 av National Football League (NFL). Steelers besegrade Seahawks med 21-10. Matchen spelades 5 februari 2006 på Ford Field i Detroit, Michigan.